# Kocioł stalowy
Kocioł stalowy –  jego paliwem jest najczęściej węgiel kamienny, mieszanka koksu z węglem kamiennym, brunatnym, torfem, a nawet z drewnem.
Jego zaletą jest mniejsza waga niż kotła żeliwnego oraz możliwość reperacji polegających na spawaniu skorodowanych części.
Kotły stalowe były produkowane od dawna, ale większość z nich były to jednostki z poprzednią komorą cyrkulacyjna.
Podstawowym kryterium podziału kotłów stalowych jest sposób opływu powierzchni ogrzewalnych poprzez spaliny:
- kotły wodnorurkowe (opłonkowe),
- płomieniówkowe,
- płomienicowo-płomieniówkowe[1].